# 惟成親王
惟成親王（？—1423年4月23日），日本南北朝時代和室町時代中期的皇族及僧人。
他是後村上天皇的第三皇子；推定是長慶天皇及後龜山天皇的弟弟。官位二品中務卿。後來出家，法號梅隱，法諱祐常。近年相關研究認為他在南朝末期被後龜山天皇立為東宮（皇太弟），也有證據支持他在南北朝合一後創設護聖院宮家。

## 經歷
他在南朝時期的情況並不詳，後來受親王宣下。天授元年／永和元年（1375年）任大宰帥；弘和元年/永德元年（1381年）擔任式部卿，最終達二品中務卿。元中九年/明德三年（1392年）南北朝合一之際在歸洛南朝君臣行列次第（《南山御出次第》）中作「三宮、御鎧直垂」惟成。約應永十年（1403年）出家，屬於臨濟宗法燈派，號梅隱祐常。按《梅花無盡蔵》第6-59的〈樵齋記〉，他到了鎌倉下向（壽福寺）任職書記，後到上洛建仁寺時滯留。應永三十年（1423年）三月初三去世。

## 附註
1. 1 2  富岡本《新葉和歌集》奧書。
2. ↑  根據南朝系圖為中原師治女･大藏卿局（嘉喜門院大藏卿），推定若惟成是護聖院宮，則其母是嘉喜門院。
3. 1 2  東寺寶菩提院藏《傳法灌頂雜記》應永十七年三月二十七條。南朝系圖中也包括了堯成王，真實性暫時未有定論。
4. ↑  小川剛生 〈伏見殿をめぐる人々―《看聞日記》の人名考証―〉（森正人編 《伏見宮文化圏の研究―学芸の享受と創造の場として―》 文部省科學研究費補助金研究成果報告書、2000年）。